# Запорожская улица (Москва)
Запоро́жская у́лица — улица в Москве на территории Можайского района Западного административного округа.
Эта небольшая улица соединяет улицы Толбухина и Кубинка. Нумерация домов ведётся от улицы Кубинка.

## История
В составе города Кунцево существовала улица Красная Горка, поднимавшаяся на холм от Можайского шоссе, а затем поворачивающая налево и примыкающая к улице Толбухина. После включения города Кунцево в состав Москвы в 1960 году и начала массовой жилищной застройки в районе вновь проложенной улицы Кубинка, поднимающаяся на холм часть улицы Красная Горка была уничтожена: на её месте построили многочисленные панельные пятиэтажки. Сохранился только участок между улицами Толбухина и Кубинка, получивший в 1966 году новое название — Запорожская улица.

## Происхождение названия
Улица названа 2 августа 1966 года по городу Запорожье в связи с расположением на западе Москвы.

## Здания и сооружения
По нечётной стороне:
- № 3к3/10 — здание арендуется различными фирмами
- № 3 — детский сад № 1935. Построен на месте старого двухэтажного
- № 5 — кирпичная пятиэтажка

По чётной стороне:
- № 2 — кирпичная пятиэтажка
- № 4, 8 — четырёхэтажки
- № 6 — панельная многоэтажка
- № 8к2 — детский сад «Солнечный круг» № 1590
- ул. Маршала Неделина, 2 — жилой дом и поликлиника № 168

## Транспорт

### Метро
- Станция метро «Кунцевская»

### Железнодорожный транспорт
- Станция «Сетунь» МЦД-1 ~ 200 м

### Автобус
| Ошибка: маршрут А 45 не описан в модуле НОТ Москвы.  |                                                                                    |
| Ошибка: маршрут А 178 не описан в модуле НОТ Москвы. |                                                                                    |
| 198:                                                 |                                                                                    |
| с289:                                                | 66-й квартал Кунцева • Сетунь • Витебская улица                                    |
| Ошибка: маршрут А 300 не описан в модуле НОТ Москвы. |                                                                                    |
| Ошибка: маршрут А 554 не описан в модуле НОТ Москвы. |                                                                                    |
| 732:                                                 | Крылатское • Крылатское • Молодёжная • Сетунь (→) • Давыдково • Славянский бульвар |
| 825:                                                 |                                                                                    |
| Ошибка: маршрут А 840 не описан в модуле НОТ Москвы. |                                                                                    |

«→» — остановки проходятся только при движении в прямом направлении; «←» — остановки проходятся только при движении в обратном направлении.